# Шабалин Починок
Шабалин Починок — упразднённая деревня в Междуреченском районе Вологодской области.
Входит в состав Ботановского сельского поселения (с 1 января 2006 года по 8 апреля 2009 года входила в Хожаевское сельское поселение), с точки зрения административно-территориального деления — в Хожаевский сельсовет.
Расстояние до районного центра Шуйского по автодороге — 51 км, до центра муниципального образования Игумницева по прямой — 26 км. Ближайшие населённые пункты — Екимково, Плюснино, Милославль.
По данным переписи в 2002 году постоянного населения не было.
23 марта 2020 года упразднена.